# Johan Christiaan Gottlob Evers

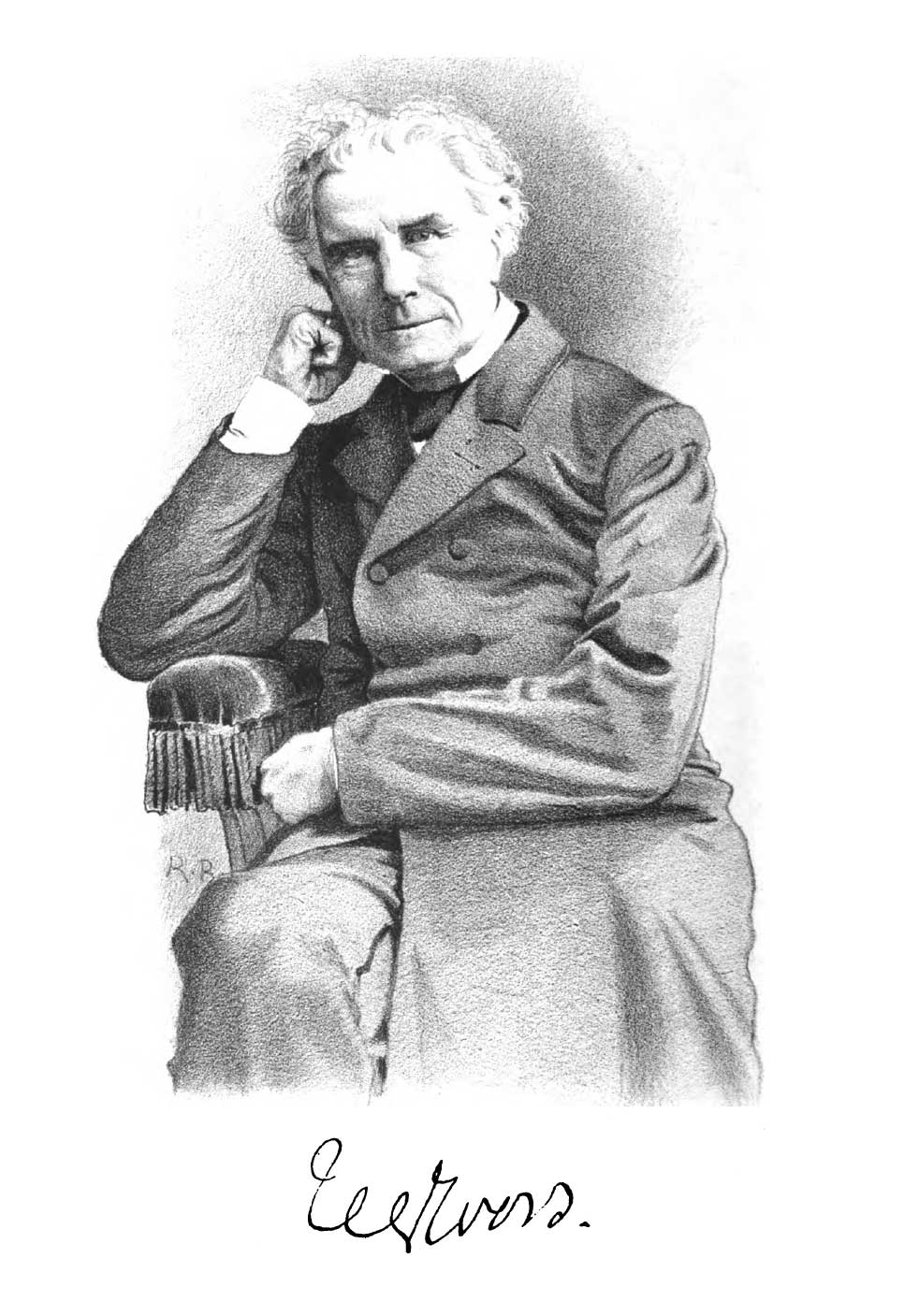
Johan Christiaan Gottlob Evers

Johan Christiaan Gottlob Evers, auch: Johannes Christian Gottlob Evers, (* 18. Oktober 1818 in Den Haag; † 28. Januar 1886 ebenda) war ein niederländischer Mediziner.

## Leben
Der Sohn des Konditors Arie Evers und dessen Frau Agate Arnoldina Raupach immatrikulierte sich am 18. August 1836 an der Universität Leiden als Student der Medizin. 1840 absolvierte er eine Bildungsreise, die ihn nach Paris führte. Hier besuchte er die Vorlesungen bei Gabriel Andral, Auguste François Chomel (1788–1858, Chef interne der Charité in Paris), Jean Cruveilhier und Alfred-Armand-Louis-Marie Velpeau. Weitere Studien absolvierte er in Wien bei Josef von Škoda un Carl von Rokitansky. Schließlich gelangte er nach Berlin, wo er Johann Lukas Schönlein und Johann Franz Simon (1807–1843) kennenlernte. Zurückgekehrt in seine niederländische Heimat, promovierte er am 22. September 1841 in Leiden mit der medizinischen Abhandlung continens brevem conspectum morborum hoc anno in clinico Cl. Pruys van der Hoeven observatorum zum Doktor der Medizin.
Danach arbeitete er als Arzt in Den Haag, wo er sich viel Anerkennung erwarb. So war er Mitredakteur der Zeitschriften Boerhaave und dem Journal medical, welche aber bald ihren Betrieb einstellten. 1848 initiierte er die Gründung der niederländischen Gesellschaft zur Förderung der Medizin, in welcher die bedeutendsten Ärzte der Niederlande aufgenommen werden sollten. Am 1. Juni 1864 berief man ihn zum Professor der Medizin an die Universität Leiden, mit dem Lehrauftrag für Medizin und Pathologie. Diese Aufgabe übernahm er am 23. September des Jahres mit der Einführungsrede De ervaring aan het ziekbed als de grondslag der eigenlijke geneeskunst. Als Berater von Johan Rudolf Thorbecke auf dem Gebiet der medizinischen Wissenschaften, hatte er einen wichtigen Einfluss auf die Gestaltung der medizinischen Gesetze der Niederlande von 1865.
Zudem beteiligte er sich auch an den organisatorischen Aufgaben der Leidener Akademie und war 1869/70 Rektor der Alma Mater. Aus gesundheitlichen Gründen, wegen eines Magenleidens, bat er um seine Entlassung aus seiner Professur. Am 7. Januar 1873 wurde seinem Ersuchen Folge geleistet, er wurde per königlichen Beschluss emeritiert und verabschiedete sich am 1. Mai 1873 in den Ruhestand. Er ließ sich wieder in Den Haag nieder, wo er am 5. September 1873 Mitglied des Gemeinderates wurde und sich für die hygienischen Belange der Stadt einsetzte. Seine Meinung war in Den Haag hoch geschätzt und er wirkte als Mitglied des Ausschusses des städtischen Krankenhauses dort. 1884 trat er dort auch aus gesundheitlichen Gründen aus seinen Ämtern zurück. Nachdem er sich versucht hatte im Ausland zu erholen, starb er schließlich in seiner Geburtsstadt.
Evers hatte sich am 16. August 1855 in de Bilt mit Hendrika Klazina Ebeling (* 29. Mai 1827 in Amsterdam; † 3. Januar 1893 in Den Haag), die Tochter von Anthonij Ebeling (1788–1849) und Jacqueline Johanna Strick van Linschoten (1794–1862), verheiratet.

## Werke
- Diss. Medic. inauguralis continens brevem conspectum morborum hoc anno in clinico Cl. Pruys van der Hoeven observatorum. Den Haag 1841
- De ervaring aan het ziekbed als de grondslag der eigenlijke geneeskunst. Leiden 1864
- De verbetering van ons geneeskundig onderwijs. In: De Gids.  P.N. van Kampen, Amsterdam 1848, Jg. 12, S. 615;
- Gezondheidsleer-Voeding mit J. de Witte van Citters. In: De Gids. P.N. van Kampen, Amsterdam 1851, Jg. 15, S. 439
- Iets over bronchitis getrokken uit de lessen van Dr. Gendrin, gehouden in de Ecole pratique te Parijs in 1842. In: Boerhaave. Tijdschrift v. genees-, heel-, verlos- en artsenijmengkunde. Den Haag 1844, S. 1
- Tetanus febrilis. In: Boerhaave. Tijdschrift v. genees-, heel-, verlos- en artsenijmengkunde. Den Haag 1844, S. 164
- De maatschappij tot bevordering der geneeskunde en het ontwerp van wet. In: Nederlands Tijdschrift voor Geneeskunde. 1863, S. 79
- De sterfte der kraamvrouwen voor eene eeuw en thans. In: Nederlands Tijdschrift voor Geneeskunde. 1864, S. 147
- Statistieke opgave omtrent het begin en het ophouden der menstruatie. In: Nederlands Tijdschrift voor Geneeskunde. 1837, Bd. I, S. 407
- Bydrage tot de levolkingsleer in Nederland. 1882
- Beteekenis van den leeftijd voor de cholera-sterfte. In: Nederlands Tijdschrift voor Geneeskunde. 1884, S. 1089
- Nog iets over het voorstel Oldambt en de toelichting des heeren Kg. In: Nederlands Tijdschrift voor Geneeskunde. 1885, Bd.  I, S. 477
- Statistiek van het jaarlijksch verloop van sommige ziekten in iedere straat van 's Gravenhage, 1815-55, 1866-83. Den Haag 1884